# Узкоколейная железная дорога Заплюсского торфопредприятия
Узкоколейная железная дорога  Заплюсского торфопредприятия — неэлектрифицированная торфовозная железная дорога, с колеёй 750 мм, в Псковской области. Максимальная длина 94 км, эксплуатируется в настоящее время 5 км. Год открытия: 1957 год. Грузовое движение.

## История
Торфопредприятие Заплюсское основано в 1958 году. В 1986 году, т/пр победило в соцсоревновании среди предприятий Росторфа, перевыполнив план на 105,8%. Узкоколейка обслуживала два больших торфопредприятия - в Волошово и Заплюсье. Осуществлялся вывоз торфа к станции Лямцево на торфоперегруз - вагоноопрокидыватель, где грузили торф в вагоны широкой колей. Было пассажирские движение: поезда ходили ежедневно по несколько раз в день из Заплюсья на Волошово, Лямцево, Пряслино, из Волошово в Пряслино и Лямцево. 

## Современное состояние
По состоянию на июль 2000 года доставка торфа на станцию Перегрузочная была прекращена. На участке от Заплюсья до торфомассива сохранялось регулярное движение. В 2005 году поставка на торфа на станцию Перегрузочная была прекращена, а в августе 2005 года был начат демонтаж путей и оборудования на станции Перегрузочная.
В 2006 году участок Заплюсье — Перегрузочная был разобран, сохранялся небольшой участок узкоколейной железной дороги протяжённостью менее 5 километров — от окрестностей посёлка Заплюсье до торфомассива. Транспортировка торфа с торфоучастка по узкоколейной железной дороге перегружается на автотранспорт. По состоянию на 2012 год узкоколейная железная дорога Заплюсского т/пр действует, перспективы работы есть, грузовое движение, транспортировка торфа с торфоучастка. В 2017 году суд обязал демонтировать заброшенный мост над шоссе Р-23. Не позднее 2019 года путепровод был снесен.
В 2017 году начато восстановление железной дороги. В марте 2022 года был построен разворотный треугольник. Начато восстановление подвижного состава. Перспективы работы есть.

## Подвижной состав
Локомотивы:
- Тепловоз ТУ6А - №3134
- ЭСУ2А - №539

Вагоны:
- Платформы
- Цистерны ВЦ
- Полувагоны для торфа

Путевые машины:
- Снегоочиститель
- Путеукладчик ППР2МА
- Узкоколейный железнодорожный кран КЖУ-О

## Фотогалерея

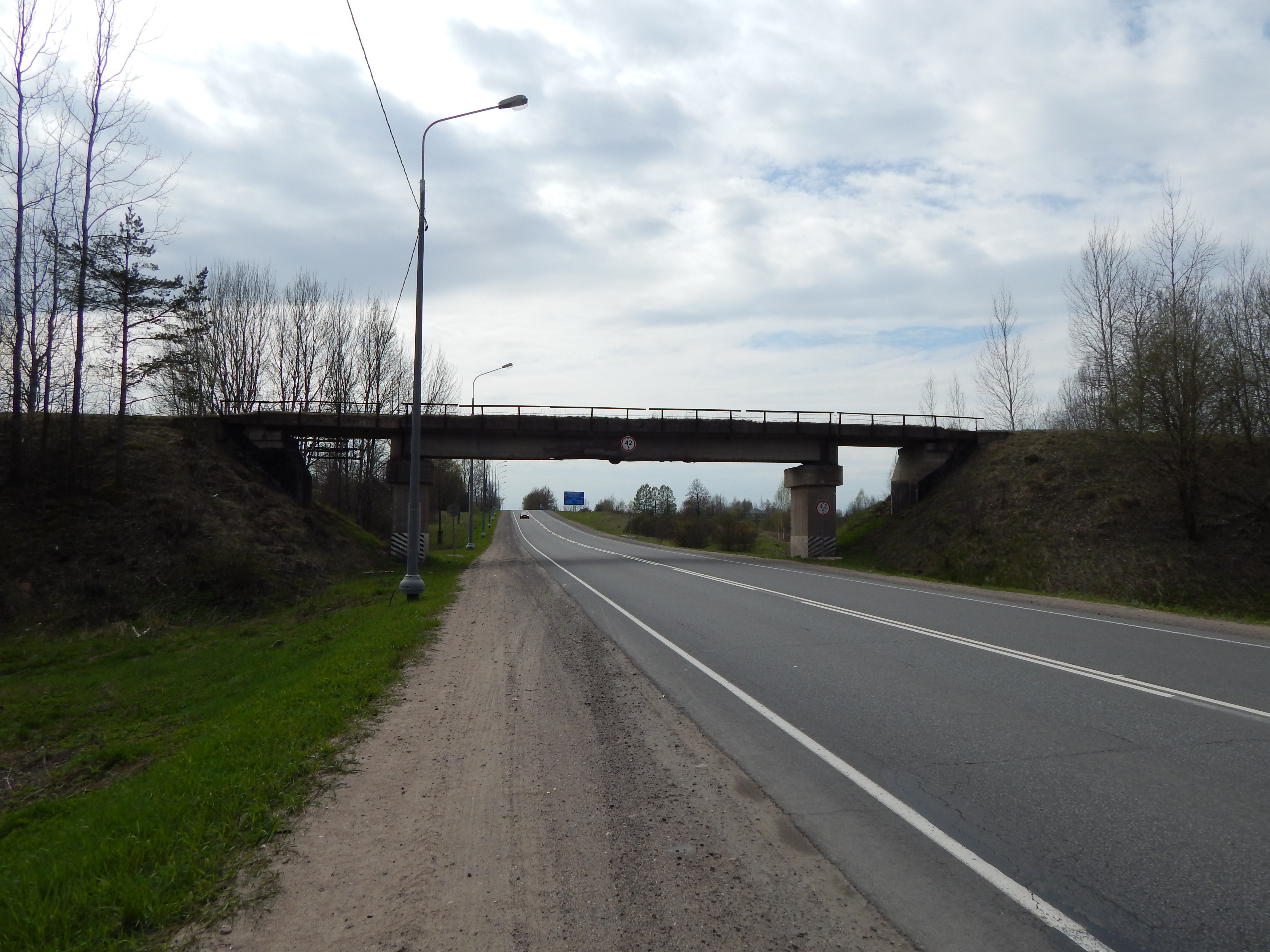
Мост над Киевским шоссе (оно же автодорога Р-23 "Псков")
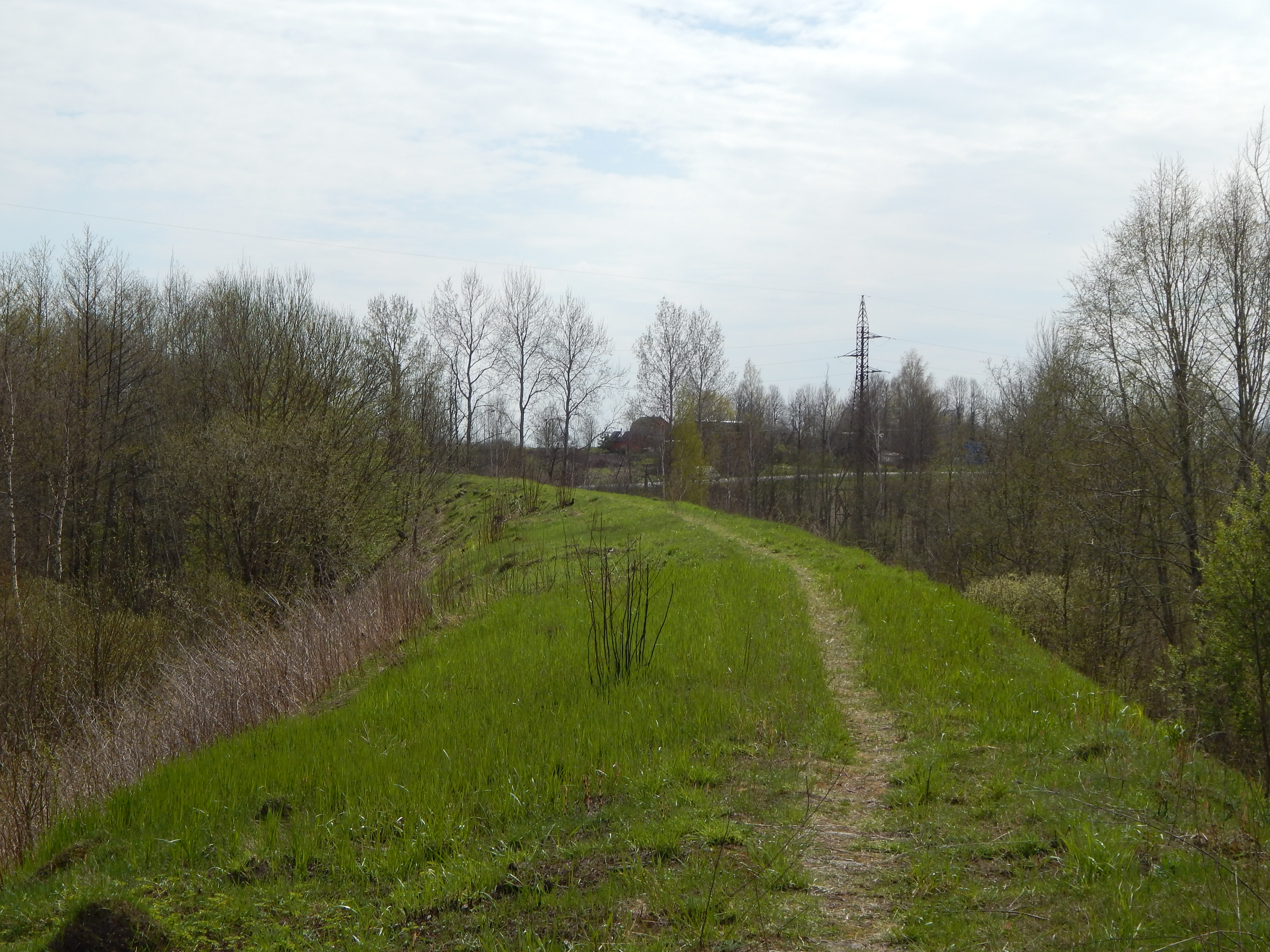
Заброшенная насыпь с западной стороны Киевского шоссе
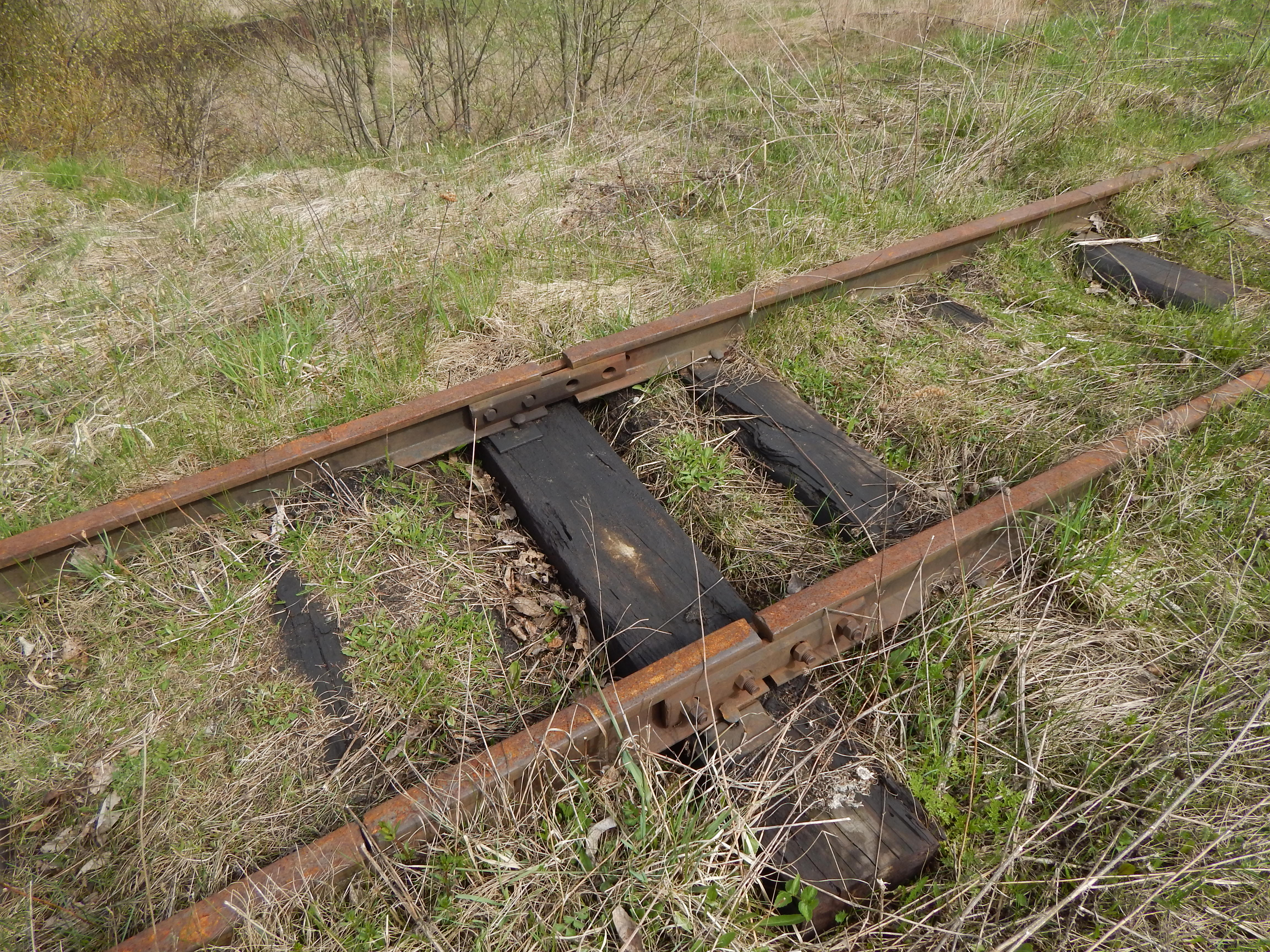
Колея 750 мм на насыпи с восточной стороны Киевского шоссе
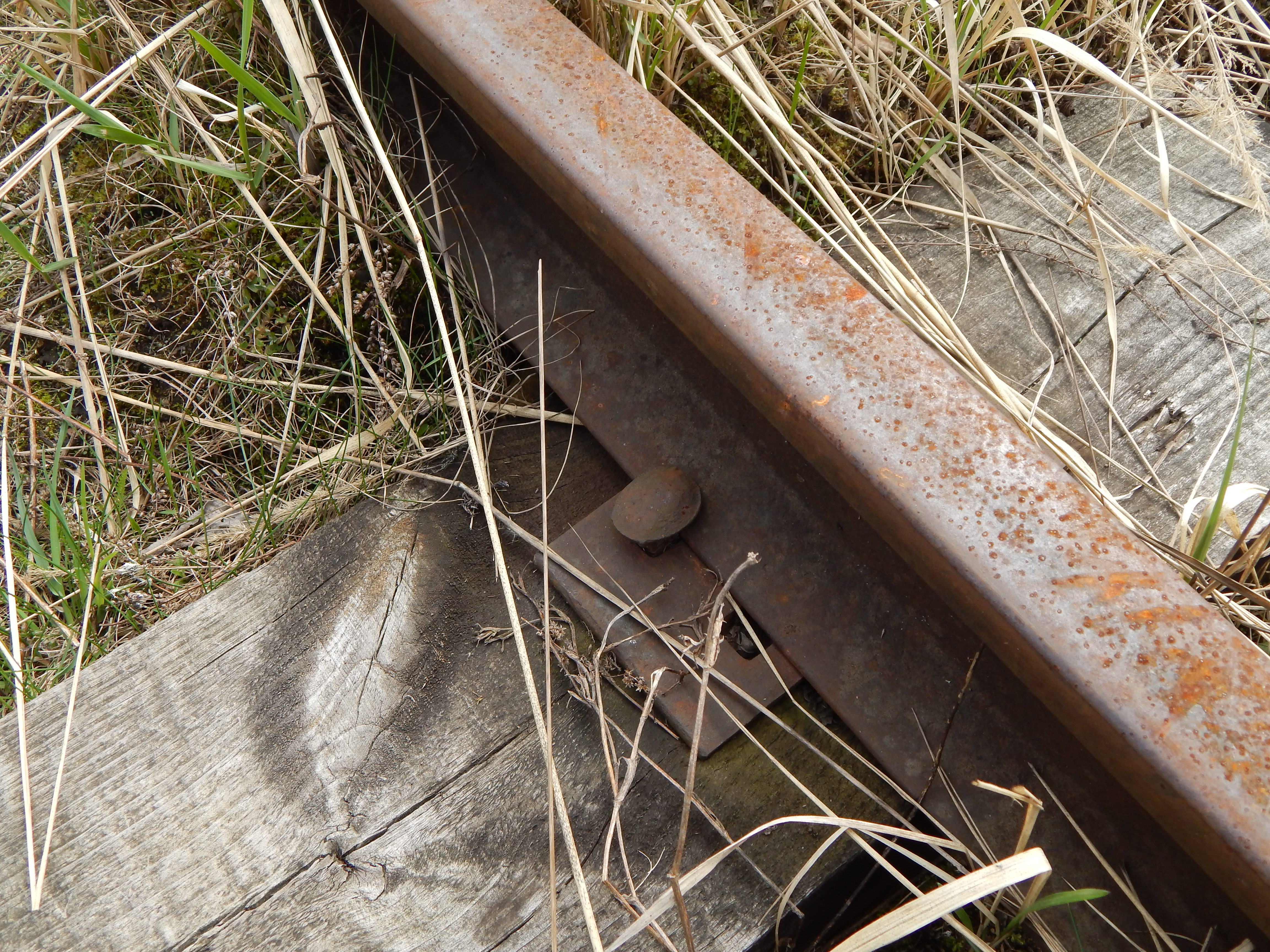
Рельс 750 мм на насыпи с восточной стороны Киевского шоссе
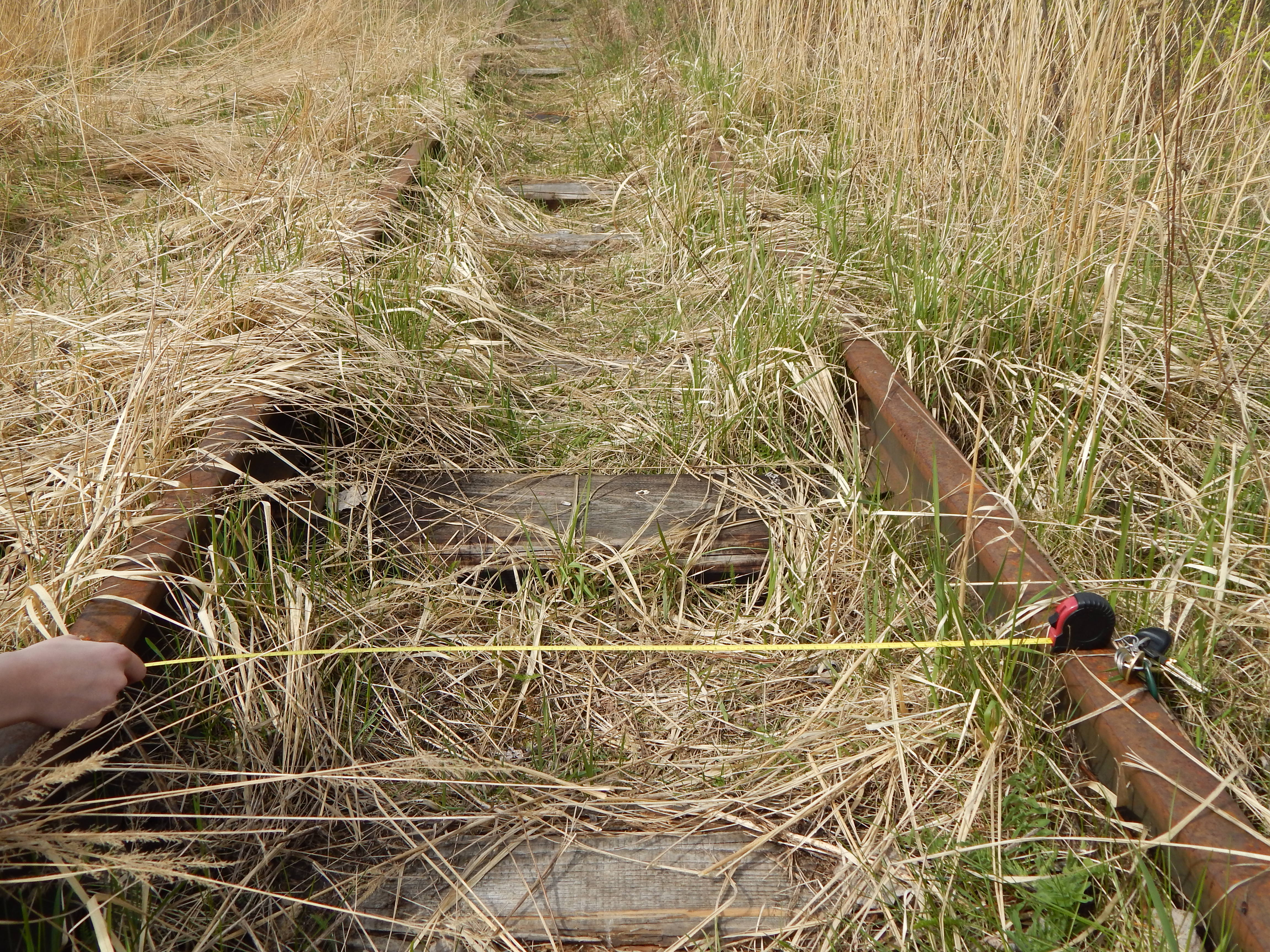
Колея 750 мм (в перспективе) на насыпи с восточной стороны Киевского шоссе
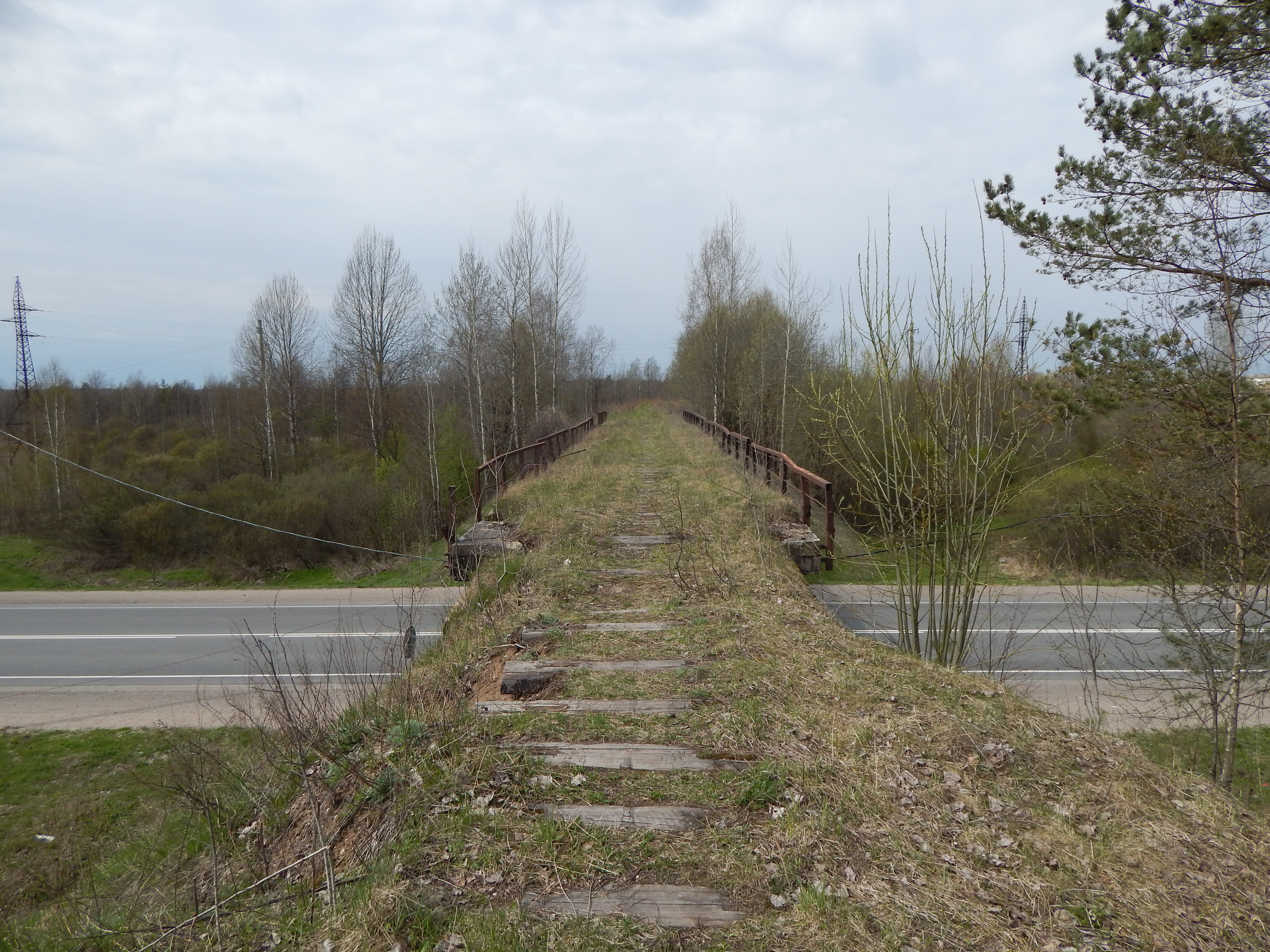
Заброшенное полотно на мосту через Киевское шоссе
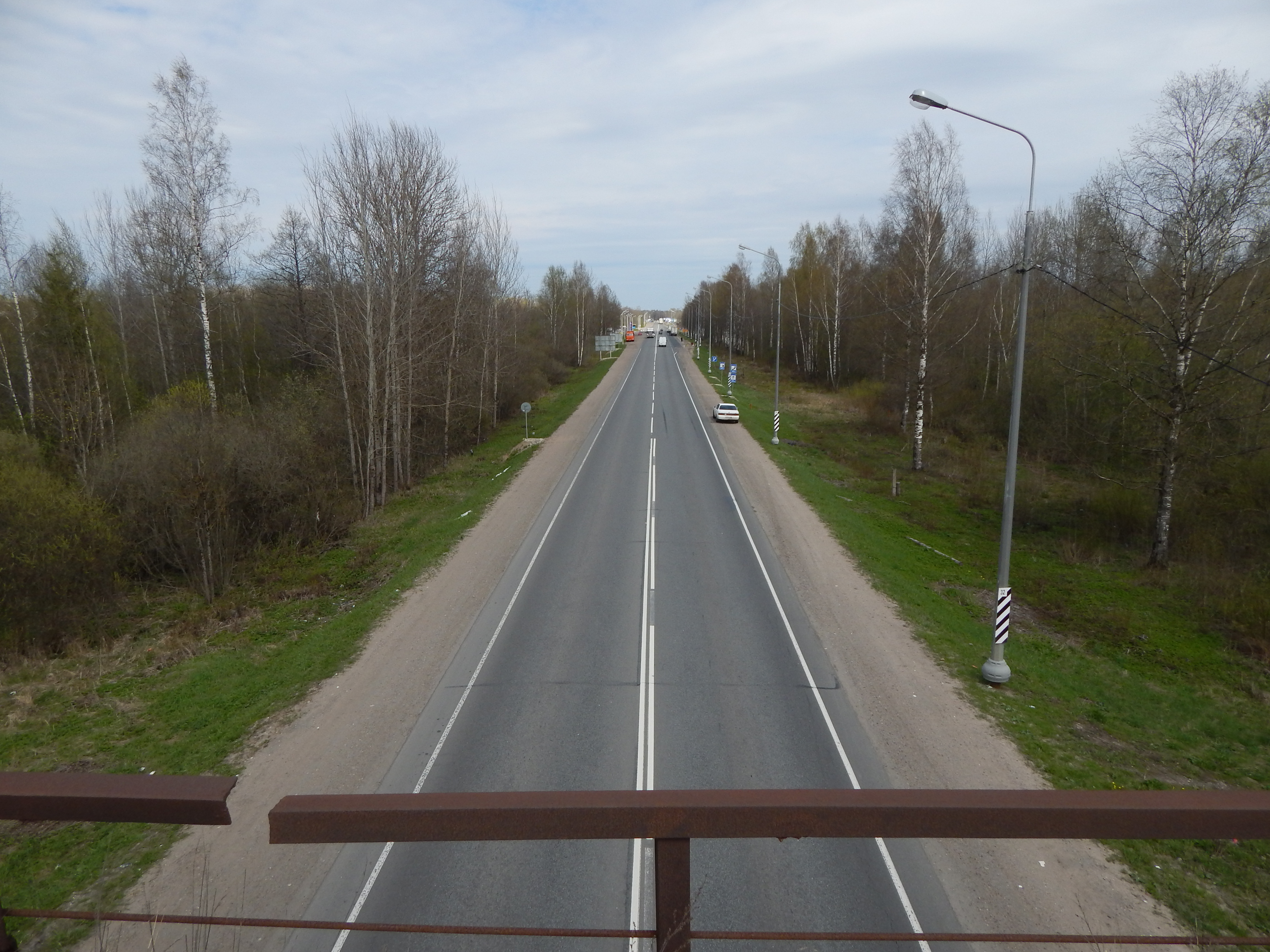
Вид с моста узкоколейной железной дороги на Киевское шоссе в сторону Санкт-Петербурга